# En la boca del lobo
En la boca del lobo (Into the Wolf's Mouth) é uma telenovela colombiana produzida pela Sony Pictures Television e Teleset para RCN Televisión e UniMás. Baseado no livro En la boca del lobo: La historia jamás contada del hombre que hizo caer el cartel de Cali de William C. Rempel.

## Enredo
En la boca del lobo conta a história do homem responsável pela queda de um dos cartéis mais poderosos de todos os tempos. A história centra-se em Ricardo Salgado (Luis Fernando Hoyos), um engenheiro e soldado que se tornou responsável pela segurança do padrinho do Cartel de Cali, uma das maiores organizações criminosas do mundo e rival do Cartel de Medellín.

## Elenco
- Luis Fernando Hoyos como Ricardo “Richard” Salgado
- Carolina Acevedo como Lena Duque
- Lucho Velasco como Manuel Ramírez Orjuela
- Ricardo Vesga como Elver “Cacho” Barrera
- São Castro como Edilberto Ramirez Orjuela
- Bruno Díaz como Pepe de la Cruz
- Ilja Rosendahl como Christian Fine
- Héctor Mejía como Alias Pumarejo
- Fabio Restrepo como Flávio Escbar
- Andrea Nocetti como Analia Echavarría
- Héctor de Malba como Juan de Dios Duque
- Vanessa Chaplot como Tenente Marisol
- Carolina Velásquez como Toña (amiga de Lena)
- James Lawrence como Samuel Blumenthal
- Samuel Zuluaga como Alejandro Duque